# Браун, Михаил Петрович
Михаил Петрович Браун (1903—1977) — советский украинский учёный, доктор технических наук (1953), профессор (1954).
Автор многих трудов, касающихся проблем легирования и термической обработки стали и сплавов, создания комплекснолегированных сталей, разработки методов фрактографического анализа, а также патентов и изобретений.

## Биография
Родился 13 февраля (26 февраля по новому стилю) 1903 года в Ставрополе.

### Образование
В 1929 году окончил Донской политехнический институт (ныне Южно-Российский государственный политехнический университет).
В 1946 году защитил кандидатскую диссертацию на тему «Цементирующим стали», которая легла в основу опубликованной в 1948 году книги с таким же названием. В 1952 году защитил докторскую диссертацию на тему «Природа излома перегретой стали», где впервые в СССР были сформулированы основные положения учения о влиянии углерода и легирующих элементов на строение микрозерна, а также о связи структуры излома с динамической и статической вязкостью стали. Материалы диссертации были опубликованы в 1954 году в одноимённой монографии.

### Деятельность

Могила на Байковом кладбище

После окончания института работал инженером Новочеркасского машиностроительного завода (1929—1931), инженером-исследователем завода «Красный Октябрь» (Сталинград; 1931—1935), заведующим лабораторией Сталинградского тракторного завода (1935—1942), начальником центральной заводской лаборатории завода «Уралмаш» (Свердловск; 1942—1951). Одновременно в 1930—1931 годах преподавал Северо-Кавказском горно-металлургическом и Новочеркасском авиационном институтах, а также в 1934—1940 одах в Сталинградском институте повышения квалификации инженерно-технических работников (ИТР). Член ВКП(б)/КПСС с 1944 года.
С 1951 года Михаил Петрович жил и работал в Киеве. В 1951—1955 годах был заместителем директора Института чёрной металлургии Академии наук УССР; в 1955—1971 годах — заместитель директора, а в 1971—1977 годах — заведующий отделом легирования и структурных превращений сплавов Института проблем литья АН УССР. Одновременно заведовал кафедрой технологии металлов Украинской сельскохозяйственной академии (1955—1971, ныне Национальный университет биоресурсов и природопользования). Он создал ряд сплавов, которые широко применяются в промышленности. Стал основателем Киевской научной школы металловедения и термической обработки металлов. Был руководителем Киевского отделения Научно-технического общества машиностроительной промышленности «Машпром».
Умер 27 августа 1977 года в Киеве. Был похоронен на Байковом кладбище города (участок № 33). Его сын — Олег Михайлович, Браун тоже стал учёным-физиком, членом Национальной академии наук Украины, лауреатом Государственной премии Украины.
За высокие достижения в науке и педагогической деятельности М. П. Брауну было присвоено звание заслуженного деятеля науки УССР (1973). Также он был удостоен Премии имени Е. О. Патона (1974) и награждён медалями.